# Gaylussacia densa
Gaylussacia densa là một loài thực vật có hoa trong họ Thạch nam. Loài này được Cham. mô tả khoa học đầu tiên năm 1833.